# Livin’ Proof
Livin’ Proof – debiutancki album studyjny amerykańskiej grupy hip-hopowej Group Home wydany w 1995 roku nakładem wytwórni Payday i FFRR. 

## Lista utworów
1. Intro – 0:48
2. Inna Citi Life – 2:58
3. Livin’ Proof – 4:15
4. Serious Rap Shit (gośc. Guru, Big Shug) – 4:14
5. Suspended in Time – 4:34
6. Sacrifice (gośc. Absaloot) – 3:26
7. Up Against the Wall – 4:34
8. 4 Give My Sins – 3:25
9. Baby Pa – 3:12
10. 2 Thousand – 3:18
11. Supa Star – 5:22
12. Up Against tha Wall – 4:34
13. Tha Realness (gośc. Smiley, Jack The Ripper) – 4:32